# Грицина Дмитро Степанович
Дмитро́ Степа́нович Грицина (31 жовтня 1899, Тернопіль — 24 вересня 1965, Вінніпег) — військовий і церковний діяч, просвітянин, священник, митрофорний протоієрей УПЦ у Канаді, голова президії консисторії УПЦ; стрілець УГА, козак Армії УНР.

## Біографія
Закінчив народну школу (1906—1910) та 4 класи Української гімназії (Тернопіль, 1910—1914). У 1917 склав іспити за 5 і 6 класи, у вересні 1918 покинув 8 клас — «вступив в ряди рідної Армії. Служив до єї кінця. В травні 1920 року роззброєний червоними у Вапнярці». Провівши ще три місяці на Правобережній Україні, повернувся до Тернополя (5 серпня 1920), «де займався фізичною працею».
Склавши іспит зрілості в гімназії «з укр. мовою викладання» (Тернопіль, грудень 1920), вступив на правничий факультет Таємного українського університету (Львів, 1921). «Із за особистих причин та тому, що не маю замилування до права, кинув їх на 3-му семестрі».
Працював в адвокатській канцелярії доктора Чикалюка в Тернополі (грудень 1921 — жовтень 1922) до арешту перед виборами у Східній Галичині. Після звільнення (2 березня 1923) працював в адвокатській канцелярії та канцелярії Товариства «Просвіта» в Тернополі.
Навчався у Краківському університеті. Підписувався як «Єронім Дмитро Грицина».
1925 року емігрував до Канади. 1926 року висвятився. У 1960—1965 роках — на кафедрі Пресвятої Трійці у Вінніпезі.
Автор книги «Літургіка» (1955).